# Hoa hậu Hòa bình Quốc tế 2018
Hoa hậu Hòa bình Quốc tế 2018 là cuộc thi Hoa hậu Hòa bình Quốc tế lần thứ 6 được tổ chức tại Công viên Giải trí The ONE Entertainment Park, Yangon, Myanmar vào ngày 25 tháng 10 năm 2018. Hoa hậu Hòa bình Quốc tế 2017 - María José Lora đến từ Peru đã trao vương miện cho người kế nhiệm, cô Clara Sosa đến từ Paraguay.

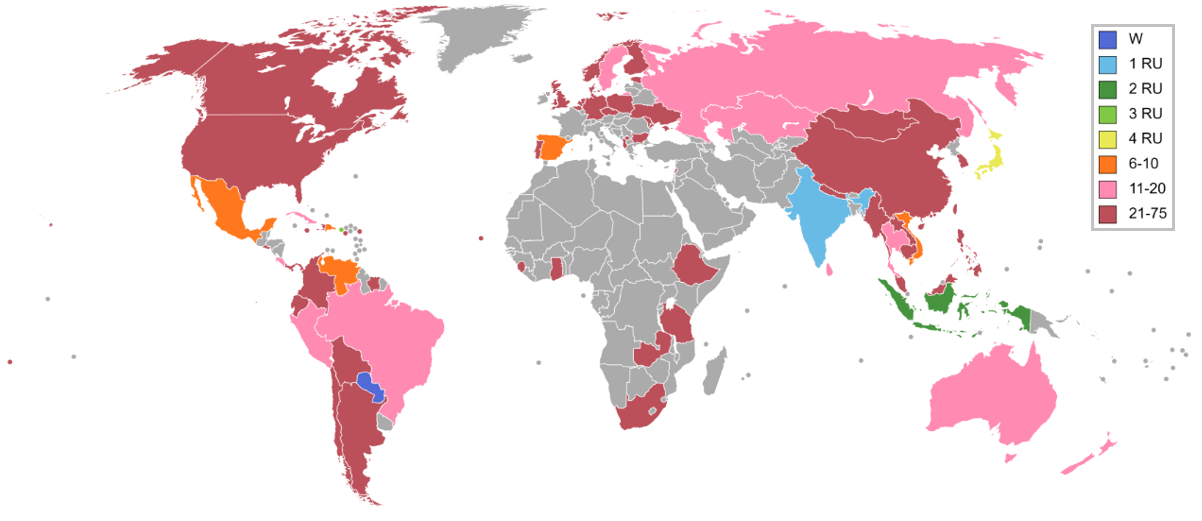
Các quốc gia và vùng lãnh thổ tham gia Hoa hậu Hòa bình Quốc tế 2018 và kết quả.

## Kết quả

### Thứ hạng
| Kết quả                       | Thí sinh |
| ----------------------------- | --- |
| Hoa hậu Hòa bình Quốc tế 2018 | - Paraguay – Clara Sosa |
| Á hậu 1                       | - Ấn Độ – Meenakashi Chaudhary |
| Á hậu 2                       | - Indonesia – Nadia Purwoko |
| Á hậu 3                       | - Puerto Rico – Nicole Colón |
| Á hậu 4                       | - Nhật Bản – Haruka Oda |
| Top 10                        | - Cộng hòa Dominican – Mayté Brito - Mexico – Lezly Díaz - Tây Ban Nha – Mariola Partida Angulo - Venezuela – Biliannis Álvarez - Việt Nam – Bùi Phương Nga (§) |
| Top 20                        | - Úc – Kimberly Gundani - Brazil – Gabrielle Vilela - Costa Rica – Nicole Menayo - Cuba – Gladys Carredeguas - Kazakhstan – Aim Isengalieva - New Zealand – Hayley Robinson - Perú – Andrea Moberg - Nga – Taliya Aybedullina - Sri Lanka – Pawani Vithanage - Thụy Điển – Hanna Haag - Thái Lan – Namoey Chanaphan |

§ - Thí sinh chiến thắng giải thưởng Miss Popular Vote

### Thứ tự công bố
| Top 20 1. Brazil 2. Ấn Độ 3. Nga 4. Tây Ban Nha 5. Cuba 6. Úc 7. Kazakhstan 8. Costa Rica 9. Thái Lan 10. Peru 11. Thụy Điển 12. Venezuela 13. New Zealand 14. Sri Lanka 15. Paraguay 16. Nhật Bản 17. Mexico 18. Puerto Rico 19. Cộng hòa Dominican 20. Indonesia | Top 10 1. Việt Nam 2. Ấn Độ 3. Cộng hòa Dominican 4. Paraguay 5. Mexico 6. Venezuela 7. Tây Ban Nha 8. Puerto Rico 9. Indonesia 10. Nhật Bản | Top 5 1. Nhật Bản 2. Ấn Độ 3. Puerto Rico 4. Paraguay 5. Indonesia |  |

## Các giải thưởng đặc biệt
| Giải thưởng                  | Thí sinh                      |
| ---------------------------- | ----------------------------- |
| Miss Popular Vote            | - Việt Nam – Bùi Phương Nga   |
| Best in Evening Gown         | - Thái Lan – Namoey Chanaphan |
| Best National Costume        | - Peru - Andrea Moberg        |
| Best in Swimsuit             | - Cuba – Gladys Carredeguas   |
| Best Social Media            | - Indonesia – Nadia Purwoko   |
| Sponsor award                |                               |
| Grand Pageant's Choice Award | Campuchia – Molika Dy         |

### Best National Costume
| Kết quả     | Thí sinh |
| ----------- | --- |
| Chiến thắng | - Peru – Andrea Moberg |
| Top 12      | - Campuchia – Molika Dy - Costa Rica – Nicole Menayo - Ấn Độ – Meenakshi Kumar - Indonesia – Nadia Purwoko - Nhật Bản – Haruka Oda - Lào – Nobphalat Sykaiyphack - México – Lezly Díaz - Myanmar – Su Myat Phoo - Paraguay – Clara Sosa - Thái Lan – Namoey Chanaphan - Việt Nam – Bùi Phương Nga |
| Top 20      | - Haiti – Valierie Alcide - Litva – Jurate Stasiunaite - Nepal – Urussa Joshi - Panama – Gabriela Mornhinweg - Philippines – Eva Psychee Patalinjug - Sri Lanka – Pawani Vithanage - Tanzania – Queen Mugesi Ainory Gegase - Zambia – Isabel Chikoti                                              |

### Miss Popular Vote
| Kết quả     | Thí sinh |
| ----------- | --- |
| Chiến thắng | - Việt Nam – Bùi Phương Nga |
| Top 10      | - Campuchia – Molika Dy - Ecuador – Norma Andrea Tejada - Malaysia – Debra Jeanne Poh - Ấn Độ – Meenakshi Kumar - Indonesia – Nadia Purwoko - Mexico – Lezly Díaz - Peru – Andrea Moberg - Philippines – Eva Psychee Patalinjug - Puerto Rico – Nicole Colón |

### Top 5 The most attractive contestant in the preliminary
| Kết quả     | Thí sinh |
| ----------- | --- |
| Chiến thắng | - Campuchia – Molika Dy - Guadeloupe – Meghan Monrose - Paraguay – Clara Sosa - Peru – Andrea Moberg - Việt Nam – Bùi Phương Nga |

### Most liked and shared portraits
| Kết quả                 | Thí sinh                                                                                |
| ----------------------- | --------------------------------------------------------------------------------------- |
| Châu Á & Châu Đại Dương | - Campuchia – Molika Dy - Indonesia – Nadia Sristi Purwoko - Việt Nam – Bùi Phương Nga  |
| Châu Âu & Châu Phi      | - Estonia – Karolin Kippasto - Ghana – Helen Demay Matey - Tây Ban Nha – Patricia López |
| Châu Mỹ                 | - Colombia – Sheyla Quizena Nieto - Mexico – Lezly Díaz - Peru – Andrea Moberg          |

### Top 10 Pre-Arrival
| Kết quả     | Thí sinh |
| ----------- | --- |
| Chiến thắng | - Albania – Klaudia Kalia - Colombia – Sheyla Quizena Nieto - Ấn Độ – Meenakshi Kumar - Indonesia – Nadia Purwoko - Mexico – Lezly Díaz - Paraguay – Clara Sosa - Peru – Andrea Moberg - Philippines – Eva Psychee Patalinjug - Thái Lan – Namoey Chanaphan - Venezuela – Biliannis Álvarez |

## Thí sinh tham gia
Cuộc thi có tổng cộng 61 thí sinh tham gia:
| Quốc gia/Vùng lãnh thổ | Thí sinh                     | Tuổi | Quê quán          |
| ---------------------- | ---------------------------- | ---- | ----------------- |
| Albania                | Klaudia Kalia                | 18   | Tirana            |
| Argentina              | Julieta Riveros              | 20   | Buenos Aires      |
| Úc                     | Kimberly Gudani              | 26   | Victoria          |
| Bỉ                     | Elisabeth Moszkowicz         | 26   | Bruselas          |
| Bolivia                | Elena Romero Zambrana        | 19   | Chuquisaca        |
| Brazil                 | Gabrielle Vilela             | 26   | Rio de Janeiro    |
| Bulgaria               | Beloslava Yordanova          | 22   | Sofia             |
| Campuchia              | Molika Dy                    | 21   | Phnôm Pênh        |
| Canada                 | Grace Diamani                | 25   | Ottawa            |
| Cape Verde             | Prissy Gomes                 | 25   | Praia             |
| Chile                  | Maria Catalina Flores Vargas | 23   | Santiago de Chile |
| Trung Quốc             | Wanxin Xing                  | 24   | Bắc Kinh          |
| Colombia               | Sheyla Quizena Nieto         | 21   | Barranquilla      |
| Quần đảo Cook          | Teau Moana McKenzie          | 23   | Rarotonga         |
| Costa Rica             | Nicole Menayo                | 24   | Heredia           |
| Cuba                   | Gladys Carredeguas           | 25   | La Habana         |
| Cộng hòa Séc           | Kristýna Langová             | 19   | Bruntál           |
| Đan Mạch               | Natasja Kunde                | 17   | Copenhagen        |
| Cộng hòa Dominican     | Clara Mayte Brito Medina     | 27   | San Cristóbal     |
| Ecuador                | Blanca Arambulo              | 23   | Guayas            |
| El Salvador            | Genesis Margarita Fuentes    | 24   | San Salvador      |
| Anh                    | Christina Baker              | 23   | Luân Đôn          |
| Estonia                | Karolin Kippasto             | 22   | Tartu             |
| Ethiopia               | Samrawit Azmeraw             | 23   | Addis Ababa       |
| Phần Lan               | Erika Helin                  | 24   | Helsinki          |
| Đức                    | Mona Schafnitzl              | 24   | Mindelheim        |
| Ghana                  | Matey Demey Helen            | 24   | Accra             |
| Guadeloupe             | Meghan Monrose               | 24   | Saint-Claude      |
| Haiti                  | Valierie Alcide              | 23   | Pettonville       |
| Hồng Kông              | Eleanor Lam                  | 24   | Hồng Kông         |
| Ấn Độ                  | Meenakshi Chaudhary          | 21   | Haryana           |
| Indonesia              | Nadia Purwoko                | 26   | Bengkulu          |
| Jamaica                | Kadejah Anderson             | 22   | Kingston          |
| Nhật Bản               | Haruka Oda                   | 24   | Saitama           |
| Kazakhstan             | Aim Isengalieva              | 23   | Almaty            |
| Hàn Quốc               | Min Choi                     | 26   | Seoul             |
| Kosovo                 | Songyl Meniqi                | 22   | Vučitrn           |
| Lào                    | Nobphalat Sykaiyphack        | 21   | Viêng Chăn        |
| Liban                  | Anastasia Abou Mitri         | 27   | Zouk Mosbeh       |
| Ma Cao                 | Debora Lopes de Oliveira     | 22   | Ma Cao            |
| Malaysia               | Debra Jeanne Poh             | 22   | Sabah             |
| Mexico                 | Lezly Diaz                   | 23   | Guadalajara       |
| Moldova                | Alexandra Predus             | 27   | Bucharest         |
| Mông Cổ                | Burte Ujin                   | 20   | Ulaanbaatar       |
| Myanmar                | Su Myat Phoo                 | 25   | Naypyidaw         |
| Nepal                  | Urussa Joshi                 | 26   | Kathmandu         |
| Hà Lan                 | Kimberley Xhofleer           | 24   | Sint Maarten      |
| New Zealand            | Hayley Rose Robinson         | 26   | Palmerston        |
| Na Uy                  | Maria Kassandra Barbantonis  | 27   | Oslo              |
| Panama                 | Gabriela Mornhinweg          | 22   | Thành phố Panama  |
| Paraguay               | Clara Sosa                   | 24   | Asunción          |
| Peru                   | Andrea Moberg                | 25   | Loreto            |
| Philippines            | Eva Psychee Patalinjug       | 24   | Cebu              |
| Ba Lan                 | Malwina Ratajczak            | 19   | Szczecin          |
| Bồ Đào Nha             | Priscila Alves               | 23   | Setúbal           |
| Puerto Rico            | Nicole Marie Colón Rivera    | 25   | Caguas            |
| Nga                    | alia Aibedullina             | 22   | Ulyanovsk         |
| Scotland               | Olivia McPike                | 21   | Edinburgh         |
| Sierra Leone           | Fanta Kabia                  | 21   | Freetown          |
| Nam Phi                | Misha Christie               | 26   | Pretoria          |
| Tây Ban Nha            | Mariola Partida Angulo       | 19   | Murcia            |
| Sri Lanka              | Pawani Vithanage             | 23   | Colombo           |
| Suriname               | Safina Barsatie              | 25   | Amsterdam         |
| Thụy Điển              | Hanna-Louise Haag Tuvér      | 22   | Gävle             |
| Đài Loan               | Tania Tan Yi Rong            | 26   | Đài Bắc           |
| Tanzania               | Queen Mugesi Ainory Gegase   | 18   | Dodoma            |
| Tatarstan              | Zulfiya Sharafeeva           | 24   | Kazan             |
| Thái Lan               | Namoey Chanaphan             | 25   | Phuket            |
| Ukraine                | Yana Laurinaichute           | 26   | Kyiv              |
| Hoa Kỳ                 | Paola Cossyleon              | 24   | Chicago           |
| Quần đảo Virgin (Mỹ)   | Morgan Evans                 | 27   | Sainte-Croix      |
| Venezuela              | Biliannis Alvarez            | 20   | Caracas           |
| Việt Nam               | Bùi Phương Nga               | 20   | Hà Nội            |
| Wales                  | Lauren Parkinson             | 23   | Cardiff           |
| Zambia                 | Isabel Chikoti               | 27   | Chingola          |

## Chú ý

### Lần đầu tham gia
- Cape Verde
- Quần đảo Cook
- Zambia

### Trở lại
- Lần cuối tham gia vào năm 2013:
  -  El Salvador
- Lần cuối tham gia vào năm 2014:
  -  Kazakhstan
  -  Kosovo
- Lần cuối tham gia vào năm 2015:
  -  Albania
  -  Ghana
- Lần cuối tham gia vào năm 2016:
  -  Moldova
  -  Na Uy
  -  Ba Lan
  -  Suriname
  -  Đài Loan

### Bỏ cuộc
- Bahamas
- Belarus
- Ai Cập
- Fiji
- Pháp
- Guatemala
- Hungary
- Litva
- Nicaragua
- Nigeria
- Bắc Ireland
- Serbia
- Slovenia
- Nam Sudan
- Uganda